# The Dark Discovery
The Dark Discovery is het debuutalbum van de Zweedse metalband Evergrey, uitgebracht in 1998 door GNW Records.

## Track listing
1. "Blackened Dawn" – 3:52
2. "December 26th" – 5:05
3. "Dark Discovery" – 3:35
4. "As Light Is Our Darkness" – 2:00
5. "Beyond Salvation" – 4:03
6. "Closed Eyes" – 6:39
7. "Trust and Betrayal" – 4:18
8. "Shadowed" – 3:52
9. "When the River Calls" – 4:28
10. "For Every Tear That Falls" – 4:14
11. "To Hope Is to Fear" – 5:39

## Band
- Tom S. Englund - zanger, gitarist
- Dan Bronell - gitarist
- Daniel Nojd - bassist
- Patrick Carlsson - drummer
- Will Chandra - toetsenist